# Avenida Paulista
Avenida Paulista (česky Avenue Paulista) je bulvár v São Paulo, který je jedním z hlavních finančních center města. Byl otevřen 8. prosince 1891. Dnes je jednou z největších alejí na světě, podobně jako Avenue des Champs-Élysées v Paříži, Fifth Avenue v New Yorku a Paseo de la Reforma v Ciudad de México.

## Významné stavby
- Muzeum umění São Paulo (MASP)
- Pasteurův ústav
- Citicorp Center (São Paulo)
- Trianon Park